# Melaneama
Melaneama is een geslacht van vlinders van de familie spinneruilen (Erebidae), uit de onderfamilie Arctiinae.

## Soorten
- M. ni Heylaerts, 1891
- M. sanguinea Hampson, 1900
- M. venata Butler, 1877